# Parc national de l'île Hinchinbrook
Le parc national de l'île Hinchinbrook (Hinchinbrook Island National Park) est le plus grand parc national insulaire d'Australie. Il est situé le long de la côte de Cassowary dans le Queensland. Les principales caractéristiques géographiques du parc sont l'île accidentée de Hinchinbrook, le mont Bowen (1 121 m), The Thumb (981 m), le mont Diamantina (953 m) et le mont Straloch (922 m).

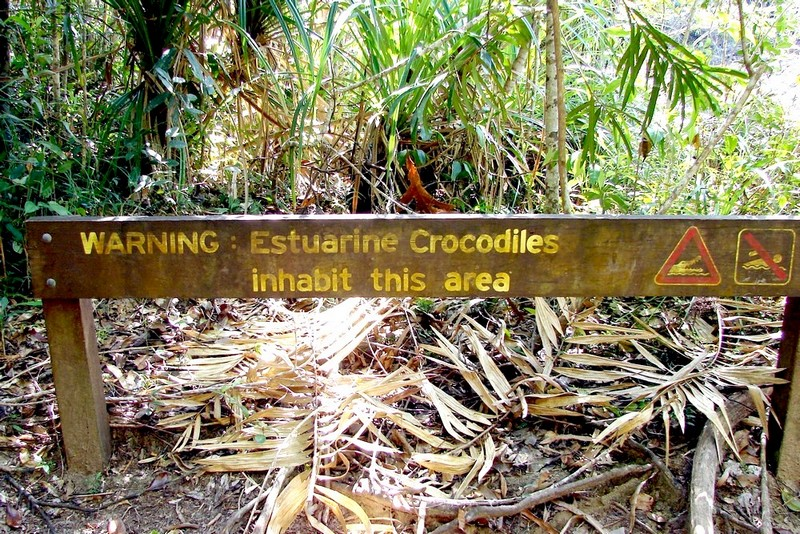
Panneau d'avertissement de présence de crocodiles.

Le parc national de l'île Hinchinbrook comprend 393 km2 de l'île Hinchinbrook. L'île est montagneuse, offrant divers refuges pour le espèces endémiques et menacées. 
D'autres îles continentales faisant partie du parc marin de la Grande Barrière de corail sont le parc national de l'île Goold, le parc national des îles Brook et le parc national des îles familiales.